# Ernando Rodrigues Lopes
Ernando Rodrigues Lopes (Formosa, 17 de abril de 1988) é um futebolista brasileiro que atua como zagueiro. Defende atualmente o Guarani.

## Carreira

### Goiás
Ernando foi revelado nas categorias de base do Esporte Clube Goiás, onde jogou por oito temporadas, chegando a ser o capitão do clube esmeraldino.
No Centro-Oeste, conquistou quatro títulos estaduais e foi campeão da Série B nacional em 2012. O jogador também já foi convocado para as categorias de base da seleção brasileira.
No dia 10 de novembro, diante o Flamengo, Ernando completou 400 jogos pelo Goiás.

### Internacional
Em 2 de janeiro de 2014, Ernando foi anuciado pelo Internacional. Tornou-se titular em 2015 no time comandado por Diego Aguirre, onde formou dupla de zaga com Juan. Em 2016, com a saída de Juan para o Flamengo, Ernando e Paulão formaram a zaga que culminou com o rebaixamento colorado à segunda divisão, convivendo com protestos por parte da torcida para saída da dupla.

#### Empréstimo ao Sport
Fora dos planos do Inter pra 2018, Ernando foi emprestado ao Sport em negociação que envolve a contratação, também por empréstimo, de Rithely. Com seu contrato chegando ao final em dezembro, não teve seu contrato renovado, e conseguiu evitar o rebaixamento da equipe para a Série B de 2019. Ao todo, jogou 32 partidas pelo Leão, todas como titular.

#### Rescisão de contrato
Em 8 de janeiro de 2019, Ernando rescindiu seu contrato com o Internacional, o clube oficializou a rescisão 4 dias depois. Ao todo, Ernando ficou 5 anos no Internacional, com 175 partidas e 8 gols marcados pelo clube, e ganhou os gaúchos de 2014-15-16.

### Bahia
Em 15 de janeiro de 2019, Ernando foi anunciado como o novo reforço do Bahia, assinando até o final do ano.
No dia 1 de março de 2021, Ernando não teve  seu contrato renovado o clube baiano. Atuou por duas temporadas no tricolor, fazendo 65 jogos e marcando 4 gols.

### Vasco da Gama
Em 7 de março de 2021, foi anunciado oficialmente como novo reforço do Vasco da Gama, asssinando contrato por 1 ano, tendo a possibilidade de renovação por mais uma temporada, se o jogador atingirem algumas metas, não sendo divulgados quais metas são essas.
Estreou pelo Vasco no dia 13 de março de 2021, no empate de 2 a 2 contra o Nova Iguaçu, pela 3° rodada do Carioca.
Ernando disputou 27 partidas com a camisa cruzmaltina, sendo muito criticado pela torcida devido suas atuações abaixo do esperado. Ao fim da temporada deixou o Vasco.

### Guarani
No dia 07 de janeiro de 2022, foi anunciado como novo reforço do Guarani.

## Títulos
Goiás
- Campeonato Goiano: 2006, 2009, 2012 e 2013
- Campeonato Brasileiro - Série B: 2012

Internacional
- Campeonato Gaúcho de Futebol: 2014, 2015, 2016
- Recopa Gaúcha: 2017

Bahia
- Campeonato Baiano: 2019, 2020

Vasco da Gama
- Taça Rio: 2021

Seleção Brasileira sub-18
- Copa Sendai Sub-18: 2006